# Boku no Hero Academia (3 сезон)
Продюсером третього сезону аніме -серіалу Boku no Hero Academia виступив Bones, режисером Кенджі Нагасакі. Як і решта серії, він адаптує оригінальну однойменну серію манги Кохея Хорікоші з решти 8-го тому до початку 14-го тому. Сезон складається з 25 епізодів і слідує за пригодами Ізуку Мідорії та його однокласників з UA, престижної школи для героїв.
Третій сезон почався з 7 квітня і завершився 29 вересня 2018 року на ytv в Японії. Toho випустив сезон на DVD та Blu-Ray у восьми збірниках, кожна з яких містить від двох до чотирьох епізодів, у період з 18 липня 2018 року по 13 лютого 2019 року. Funimation ліцензувала сезон для англомовного випуску в Північній Америці та випустила першу збірку 7 травня 2019 року. Адаптація Funimation проходила з 3 березня 2019 року по 18 серпня 2019 року на блоці Toonami Adult Swim.
Для цього сезону використано чотири музичні теми: дві початкові та дві кінцеві. Для перших тринадцяти епізодів початковою темою є «Od Future» від Uverworld, а першою кінцевою темою є "Update" (яп. アップデート) від miwa. Для решти сезону другою початковою темою є «Make my Story» Ленні Code Fiction, а кінцевою темою є "Long Hope Philia" (яп. ロングホープ・フィリア) Масакі Суди.

## Список епізодів
| № серії (загалом) | № серії (в сезоні) | Назва серії | Розкадрував       | Режисер(и)               | Сценарист(и)  | Оригінальна дата показу |     |
| ----------------- | ------------------ | --- | ----------------- | ------------------------ | ------------- | ----------------------- | --- |
| 39                | 1                  | «Початок гри» Транслітерація: «Gēmu Sutāto» (яп. ゲーム・スタート)                                                                   | Takudai Kakuchi   | Takudai Kakuchi          | Йосуке Курода | 7 квітня 2018           | 4.9 |
| 40                | 2                  | «Дикі-дикі кішки» Транслітерація: «Wairudo Wairudo Pusshīkyattsu» (яп. ワイルド・ワイルド・プッシーキャッツ)                         | Shinji Satō       | Tomo Ōkubo               | Йосуке Курода | 14 квітня 2018          | 2.9 |
| 41                | 3                  | «Кота» Транслітерація: «Kōta-kun» (яп. 洸汰くん)                                                                                     | Satoshi Matsumoto | Setsumu Dōkawa           | Йосуке Курода | 21 квітня 2018          | 3.6 |
| 42                | 4                  | «Мій герой» Транслітерація: «Boku no Hīrō» (яп. 僕のヒーロー)                                                                        | Michio Fukuda     | Shōji Ikeno              | Йосуке Курода | 28 квітня 2018          | 3.7 |
| 43                | 5                  | «Веди його додому, Залізний Кулак!!!» Транслітерація: «Buchikomu Tekken!!!» (яп. ブチ込む鉄拳!!!)                                    | Ken Ōtsuka        | Naoki Hishikawa          | Йосуке Курода | 5 травня 2018           | 3.4 |
| 44                | 6                  | «Ревуче сум'яття» Транслітерація: «Ganaru Fūunkyū» (яп. がなる風雲急)                                                                | Shinji Satō       | Shōji Ikeno              | Йосуке Курода | 12 травня 2018          | —   |
| 45                | 7                  | «Оце так поворот!» Транслітерація: «Ten Ten Ten!» (яп. 転転転!)                                                                      | Tomo Ōkubo        | Tomo Ōkubo               | Йосуке Курода | 19 травня 2018          | 3.2 |
| 46                | 8                  | «Від Іди до Мідорії» Транслітерація: «Īda-kara Midoriya e» (яп. 飯田から緑谷へ)                                                      | Shinji Ishihira   | Setsumu Dōkawa           | Йосуке Курода | 26 травня 2018          | 3.7 |
| 47                | 9                  | «Всі За Одного» Транслітерація: «Ōru Fō Wan» (яп. オール・フォー・ワン)                                                              | Ken Ōtsuka        | Yūsuke Kamata            | Йосуке Курода | 2 червня 2018           | 4.2 |
| 48                | 10                 | «Символ миру» Транслітерація: «Heiwa no Shōchō» (яп. 平和の象徴)                                                                     | Shinji Ishihira   | Yūji Ōya                 | Йосуке Курода | 9 червня 2018           | 3.6 |
| 49                | 11                 | «Один За Всіх» Транслітерація: «Wan Fō Ōru» (яп. ワン・フォー・オール)                                                               | Shinji Ishihira   | Setsumu Dōkawa           | Йосуке Курода | 16 червня 2018          | 4.5 |
| 50                | 12                 | «Кінець початку, початок кінця» Транслітерація: «Hajimari no Owari Owari no Hajimari» (яп. 始まりの終わり 終わりの始まり)            | Satomi Nakamura   | Shōji Ikeno              | Йосуке Курода | 23 червня 2018          | 2.8 |
| 51                | 13                 | «Переїзд в гуртожитки» Транслітерація: «Haire Ryō» (яп. 入れ寮)                                                                      | Takashi Kawabata  | Setsumu Dōkawa           | Йосуке Курода | 30 червня 2018          | 3.5 |
| 52                | 14                 | «Створюйте власні коронні прийоми» Транслітерація: «Ame Hissatsuwaza» (яп. 編め必殺技)                                               | Shinji Ishihira   | Satoshi Takafuji         | Йосуке Курода | 14 липня 2018           | —   |
| 53                | 15                 | «Тест» Транслітерація: «Za Shiken» (яп. THE試験)                                                                                     | Kō Matsuo         | Masahiro Mukai           | Йосуке Курода | 21 липня 2018           | 3.2 |
| 54                | 16                 | «Академія Шікецу підкрадається» Транслітерація: «Haiyoru Shiketsu Kōkō» (яп. 這い寄る士傑高校)                                       | Motonobu Hori     | Setsumu Dōkawa           | Йосуке Курода | 28 липня 2018           | 4.5 |
| 55                | 17                 | «1-А клас» Транслітерація: «Ichi-Nen Ei-Gumi» (яп. 1年A組)                                                                           | Shinji Ishihira   | Takahiro Hasui           | Йосуке Курода | 4 серпня 2018           | 3.2 |
| 56                | 18                 | «Прорив!» | Atsushi Takahashi | Shōji Ikeno              | Йосуке Курода | 11 серпня 2018          | 3.7 |
| 57                | 19                 | «Рятувальна операція» Транслітерація: «Kyūjo Enshū» (яп. 救助演習)                                                                   | Shinji Ishihira   | Masahiro Mukai           | Йосуке Курода | 18 серпня 2018          | —   |
| 58                | 20                 | «Спеціальний епізод: Збережіть світ з любов'ю!» Транслітерація: «Tokubetsu-hen・Ai de Chikyū o Sukue!» (яп. 特別編・愛で地球を救え!) | Shinji Satō       | Setsumu Dōkawa           | Йосуке Курода | 25 серпня 2018          | 4.8 |
| 59                | 21                 | «Що ви виробляєте?» Транслітерація: «Nani o Shitendayo» (яп. 何をしてんだよ)                                                         | Shinji Satō       | Ikurō Satō               | Йосуке Курода | 1 вересня 2018          | 3.1 |
| 60                | 22                 | «Розмова про вашу примху» Транслітерація: «Temee no "Kosei" no Hanashida» (яп. てめェの"個性"の話だ)                                 | Shinji Ishihira   | Tomo Ōkubo               | Йосуке Курода | 8 вересня 2018          | 3.3 |
| 61                | 23                 | «Деку проти Каччана, частина 2» Транслітерація: «Deku Bāsasu Kacchan 2» (яп. デクvsかっちゃん2)                                      | Shinji Satō       | Masashi Abe, Shōji Ikeno | Йосуке Курода | 15 вересня 2018         | —   |
| 62                | 24                 | «Сезон зустрічей» Транслітерація: «Deai no Kisetsu» (яп. 出会いの季節)                                                               | Shinji Ishihira   | Tomo Ōkubo               | Йосуке Курода | 22 вересня 2018         | 3.5 |
| 63                | 25                 | «Неперевершений» Транслітерація: «Muteki» (яп. 無敵)                                                                                 | Kenji Nagasaki    | Kenji Nagasaki           | Йосуке Курода | 29 вересня 2018         | 5.1 |